# Plaza Colón (Mar del Plata)

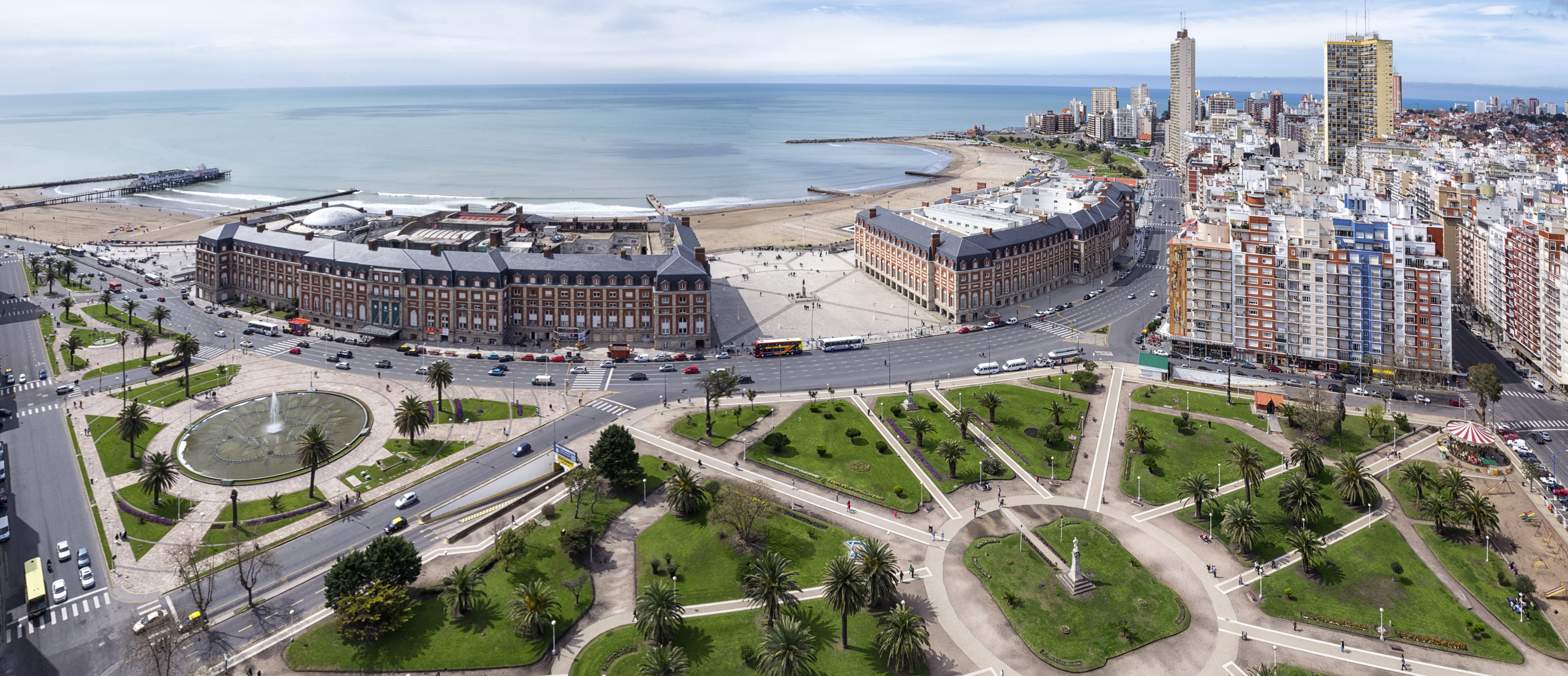
Imagen de la plaza Colón.

La plaza Colón es una plaza situada en Mar del Plata, en la provincia de Buenos Aires, Argentina.
Es uno de los espacios verdes más importantes de Mar del Plata, principalmente por su ubicación privilegiada, frente al Casino y al mar. La actual Plaza Colón fue el lugar donde originalmente se ubicó la primera pista de ciclismo de la ciudad.
Esta plaza posee varias estatuas, como la de Don Patricio Peralta Ramos -fundido en bronce-; el monumento a Cristóbal Colón -en mármol-; el monumento a Isabel La Católica, inaugurado el 12 de octubre de 1992; "La Venus de Milo" -en hierro- y "Mujer Bañándose", reproducción en mármol de Carrara de la obra que se conserva en el Museo del Louvre. En 1999, a la plaza Colón se le incorpora la manzana 115, con el nombre de "Plaza del Milenio" en donde se encuentra la segunda Fuente de Aguas Danzantes más grande de Argentina que dejó de funcionar en 2016.